# Thalia geniculata
Thalia geniculata é uma espécie de planta da família Marantaceae e ordem Zingiberales.
Larvas de Stolidoptera tachasara, Xylophanes hannemanni e Sphenarches anisodactylus já foram observadas se alimentando de Thalia geniculata.

## Chemistry
O ácido rosmarínico pode ser encontrado em plantas da família Marantaceae tais como Thalia geniculata.